# Transferencia de embrión único
La transferencia de embrión único, también conocida como e-SET (del inglés elective Single Embryo Transfer) consiste en la transferencia del embrión con mejores características, seleccionado entre todos los embriones viables obtenidos tras un ciclo de fecundación in vitro (IFV) o inyección intracitoplasmática de espermatozoides (ICSI).
El objetivo de esta técnica es mejorar las tasas de embarazo en las técnicas de reproducción asistidas eliminando los riesgos asociados a un embarazo múltiple. Algunos de los riesgos que se conocen son:
- Para la madre: la diabetes gestacional, las convulsiones, afecciones cardiovasculares, eclampsia...
- Para el feto: puede darse la prematuridad, apareciendo complicaciones asociadas con esta como problemas de visión, alteraciones psicomotoras...

En 2009, se observó en ensayos clínicos aleatorizados que existía un aumento de la tasa de embarazos mediante DET (Double Embryo Transfer). Sin embargo, no existía diferencia significativa al comparar la tasa de niños sanos llegados a término tras un ciclo DET frente a dos ciclos e-SET independientes.

## TLS (time-lapse monitoring systems)
El seguimiento de los embriones mediante intervalo de imágenes (en inglés Time-lapse embryo imaging) ha permitido el estudio de las características morfológicas y morfocinéticas para una correcta selección de forma no invasiva.
Entre las características morfocinéticas evaluadas se encuentran:
- Ritmo de división: un crecimiento excesivamente rápido o lento del embrión puede denotar alteraciones cromosómicas.
- Bloqueo madurativo: suelen producirse en los días 3, 4 y 5 del desarrollo del embrión, en los que encontramos que el embrión no modifica el número de blastómeras que presenta.